# Qiu Chuji
Qiu Chuji noto anche col nome taoista Changchun zi (長春子T, ChángchūnziP) (丘處機T, 丘处机S, Qiū ChùjīP; 1148 – Pechino, 23 luglio 1227) è stato un discepolo taoista di Wang Chongyang.
Fu il più famoso dei Sette Veri Taoisti del Nord. Fu il fondatore della setta Porta del Drago del Taoismo.

## Biografia

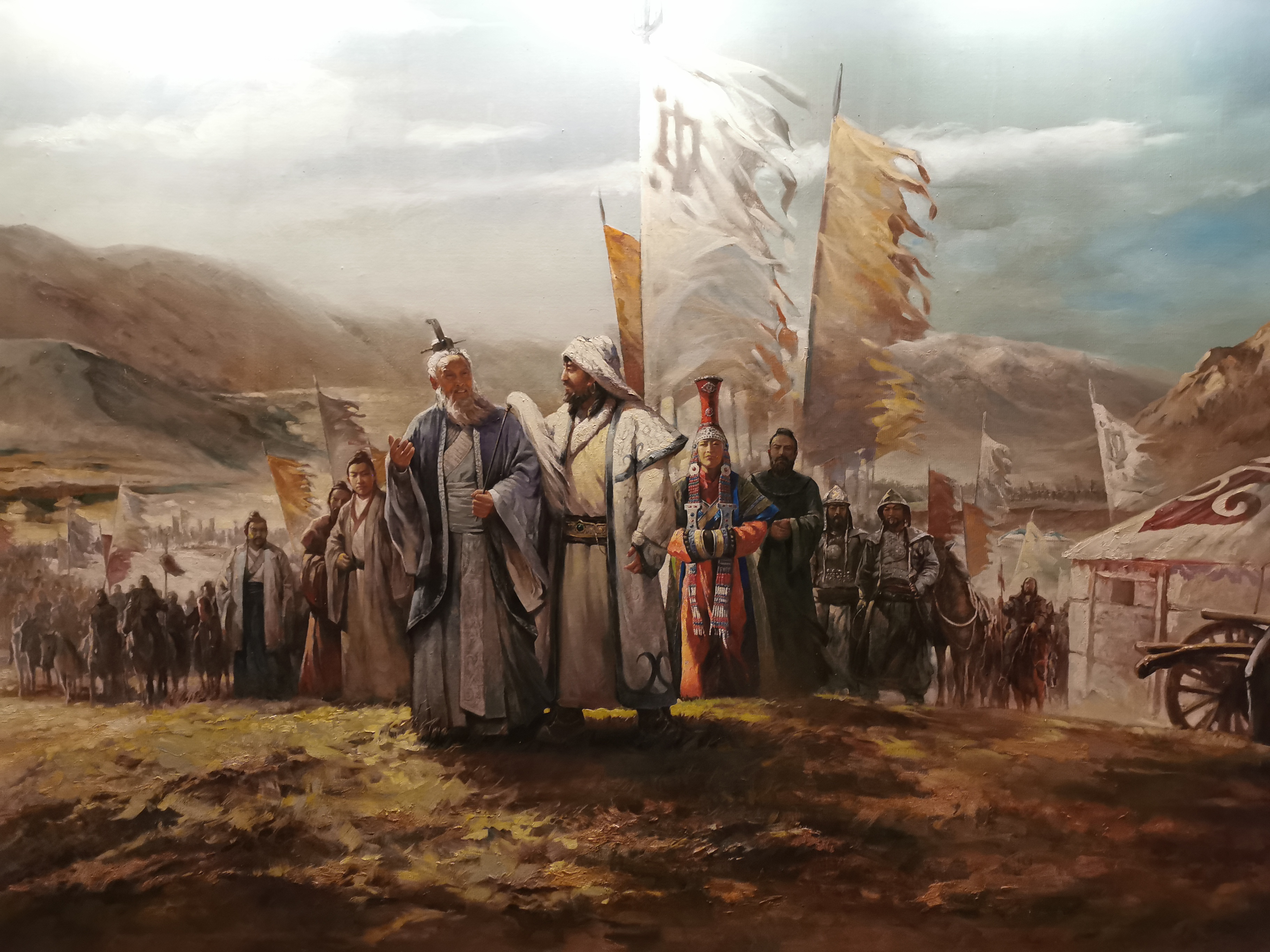
Qiu Chuji incontra Gengis Khan

Nel 1219 Gengis Khan ordinò a Changchun di fargli visita con una lettera datata 15 maggio 1219. Changchun partì dalla propria casa nello Shandong nel febbraio 1220 e si recò a Pechino. Scoprendo che Gengis si era trasferito ad ovest, vi passò l'inverno. Nel febbraio 1221 Changchun partì, attraversò la Mongolia orientali fino al campo del fratello minore di Gengis, Otchigin, nei pressi di lago Buyur nella parte superiore del Kerulen, oggi bacino dell'Hėrlėn-Amur. Da qui si diresse a sudovest risalendo l'Hėrlėn, attraversando la regione di Karakorum in Mongolia centro-settentrionale e giungendo ai monti Altaj, probabilmente passando nei pressi dell'attuale Uliastaj. Dopo aver attraversato gli Altaj visitò Bishbalig, oggi Ürümqi, e seguì il versante settentrionale del Tien Shan fino al lago Sutkol, oggi Sairam, Almalik (o Yining) e la ricca valle dell'Ili.
Da qui Changchun raggiunse Balasagun e Shu attraversando il fiume e giungendo a Talas ed alla regione di Tashkent, per proseguire oltre il Syr Darya fino a Samarcanda, dove si fermò per alcuni mesi. Infine, attraverso le Porte di Ferro di Termit, oltre l'Amu Darya, Balkh e l'Afghanistan settentrionale, Changchun raggiunse il campo di Gengis nei pressi di Hindu Kush.
Changchun era stato convocato per soddisfare l'interesse di Gengis Khan riguardo alla pietra filosofale e alla medicina segreta dell'immortalità. Spiegò la filosofia taoista ed i numerosi modi per prolungare la propria vita, ed ammise onestamente la non esistenza di ricette segrete per l'immortalità. Gengis Khan gli conferì il titolo di Spirito Immortale. Gengis mise Changchun a capo di tutti i religiosi dell'impero. La loro conversazione fu riportata nel libro Xuan Feng Qing Hui Lu (玄風慶會錄).
Per il ritorno Changchun seguì in gran parte la rotta dell'andata, con alcune deviazioni come la visita a Hohhot. Tornò a Pechino alla fine di gennaio 1224. Dal racconto dei suoi viaggi, Viaggi in Occidente di Qiu Chang Chun scritto dal suo pupillo e compagno Li Zhichang, otteniamo le più vivide rappresentazioni della natura e degli uomini tra la Grande muraglia cinese e Kabul, tra il lago d'Aral ed il Mar Giallo.
Di particolare interesse sono le descrizioni di Mongoli, degli abitanti di Samarcanda e dei loro vicini, il racconto della terra e dei prodotti di Samarcanda nella valle dell'Ili nei pressi di Almalig-Kulja e la descrizione di varie grandi catene montuose e picchi come i cinesi Altaj, il Tien Shan, il Bogdo Uula e le Porte di Ferro del Termit. Vi è inoltre un notevole riferimento ad una terra apparentemente identica alla parte alta della valle dell'Enisej.
Dopo il suo ritorno Changchun visse a Pechino fino alla sua morte, avvenuto il 23 luglio 1227. Per ordine di Gengis Khan alcuni degli ex giardini imperiali gli furono concessi per la fondazione del Tempio della Nuvola Bianca taoista, tuttora esistente.